# Titularbistum Ceraunia
Ceraunia ist ein Titularbistum der römisch-katholischen Kirche. 
Es geht auf ein früheres Bistum einer antiken Stadt in der römischen Provinz Cyprus auf Zypern zurück.
| Titularbischöfe von Ceraunia |                             |                                               |                  |                |
| Nr.                          | Name                        | Amt                                           | von              | bis            |
| 1                            | Arnald de Arceto OESA       | Weihbischof in Köln (Kurköln)                 | 20. April 1517   |                |
| 2                            | Baltasar de Heredia OP      | Weihbischof in Urgell (Fürstentum Katalonien) | 11. Februar 1536 | 6. Juli 1541   |
| 3                            | Pedro Gau OP                | Weihbischof in Urgell (Katalonien)            | 15. März 1542    | 1548           |
| 4                            | Juan Punyet OFM             | Weihbischof in Urgell (Fürstentum Katalonien) | 25. Oktober 1549 |                |
| 5                            | Giovanni Pietro Fortiguerra | Weihbischof in Monreale (Königreich Sizilien) | 4. Juni 1567     | 26. April 1574 |